# 黃海機械
連雲港黃海勘探技术有限公司，原为連雲港黃海機械股份有限公司，簡稱連雲港黃海機械股份、連雲港黃海機械，以及黃海機械（英語：Lianyungang Huanghai Machinery Co., Ltd.，深交所除牌前：002680），是中华人民共和国的一家机械制造企业，现任董事长为劉良文，總部位於江苏省连云港市海州开发区新建东路1号。

## 简介
前身為1970年4月15日在甘肃省武山县动工建设，1973年7月投产的地质矿产部西北探矿机械厂。1995年东迁江苏省连云港市，更名为地质矿产部连云港黄海机械厂。2006年企业公司化，更名为「連雲港黃海機械廠有限公司」，后实行股份制改革，更名为“連雲港黃海機械股份有限公司”。
業務在國內經營从事地质勘探技术装备、煤层气钻采技术装备、工程基桩钻孔技术装备和非开挖管线铺设技术装备以及配套钻具设计与制造。
2012年公司招股，招股價為21.59元人民幣，發行新股為2000萬股，集資額為43180萬元人民幣，而股份則在2012年6月5日於深交所中小板上市。著名影视演员黄晓明曾在2014年第三季度委托路某投资黄海机械，并在当季度退出。2015年黃海機械被借壳，2016年经工商局核准，正式更名为长生生物。原黃海機械也随之改组为連雲港黃海勘探技术有限公司。

## 連結
- hh-jx.com （页面存档备份，存于）